# Władysław Ozga
Władysław Ozga (ur. 22 marca 1906 w Brzózie, zm. 18 kwietnia 1973 w Warszawie) – polski nauczyciel i polityk ludowy, poseł na Sejm PRL III i IV kadencji.

## Życiorys
Syn Piotra. W 1925 wstąpił do Centralnego Związku Młodzieży Wiejskiej, był działaczem Stowarzyszenia Akademickiej Niezależnej Młodzieży Ludowej „Orka” oraz Towarzystwa Oświaty Demokratycznej „Nowe Tory”. W 1930 przystąpił do Związku Młodzieży Wiejskiej RP „Wici”. W okresie 1928–1933 pracował w szkołach podstawowych powiatu puławskiego do czasu uzyskania wykształcenia wyższego w Wyższym Kursie Nauczycielskim w Poznaniu. W czasie okupacji niemieckiej członek komendy Batalionów Chłopskich obwodu puławskiego. Organizował tajne nauczanie, sprawował funkcję delegata Rządu, współpracował z konspiracyjnym pismem „Orle Ciosy”. Sprawował funkcję wiceprzewodniczącego zarządu głównego Związku Nauczycielstwa Polskiego oraz dyrektora Departamentu Planowania w Ministerstwie Oświaty, w 1968 został radcą ministra oświaty. 
W 1944 wstąpił do Stronnictwa Ludowego, w którym był członkiem Rady Naczelnej, a następnie do Zjednoczonego Stronnictwa Ludowego. W ZSL był członkiem Naczelnego Komitetu (1964–1969) i Głównej Komisji Rewizyjnej (1969). Wszedł w skład prezydium Komisji Oświaty NK ZSL. W 1961 i 1965 uzyskiwał mandat posła na Sejm PRL z okręgów kolejno Radom i Końskie. Przez dwie kadencje zasiadał w Komisji Oświaty i Nauki.
Publikował prace z zakresu polityki oświatowej i organizacji szkolnictwa, pisywał do „Zielonego Sztandaru”.
Został pochowany na cmentarzu Powązkowskim w Warszawie (kwatera 143 rząd 2 grób 7).

## Odznaczenia
- Krzyż Komandorski Orderu Odrodzenia Polski
- Krzyż Oficerski Orderu Odrodzenia Polski
- Krzyż Kawalerski Orderu Odrodzenia Polski
- Złoty Krzyż Zasługi (dwukrotnie, w 1948[2] i 1955[3])
- Krzyż Walecznych
- Medal Zwycięstwa i Wolności 1945
- Medal 10-lecia Polski Ludowej (1955)[4]
- Odznaka 1000-lecia Państwa Polskiego (1966)[5]